# 合同東邦
合同東邦株式会社（ごうどうとうほう）はかつて存在した医薬品・医療機器等の卸売を行っていた企業。東邦薬品の連結子会社であり、共創未来グループの一社でもあった。大阪市平野区に本社を置き、大阪府・兵庫・奈良両県を営業区域としていた。

## 沿革
- 1949年：創業。
- 1956年3月：「大阪合同薬品」を設立。
- 2005年1月1日：東邦薬品の子会社となり、「合同東邦株式会社」に商号変更。
- 2005年10月1日：奈良県の木下薬品を吸収合併。
- 2017年4月1日：東邦薬品に吸収合併され解散。

## 営業所
- 大阪府：平野営業所、東大阪営業所、中央営業所、北大阪営業所、寝屋川営業所、堺営業所、貝塚営業所
- 兵庫県：神戸営業所、明石営業所、阪神営業所
- 奈良県：奈良木下営業部、第一営業所、第二営業所、病院営業所、奈良木下南営業所、検査薬営業所

## 主な取引メーカー
- 塩野義製薬、エーザイ、アステラス製薬、第一三共、中外製薬